# Assemblea generale della Chiesa di Scozia

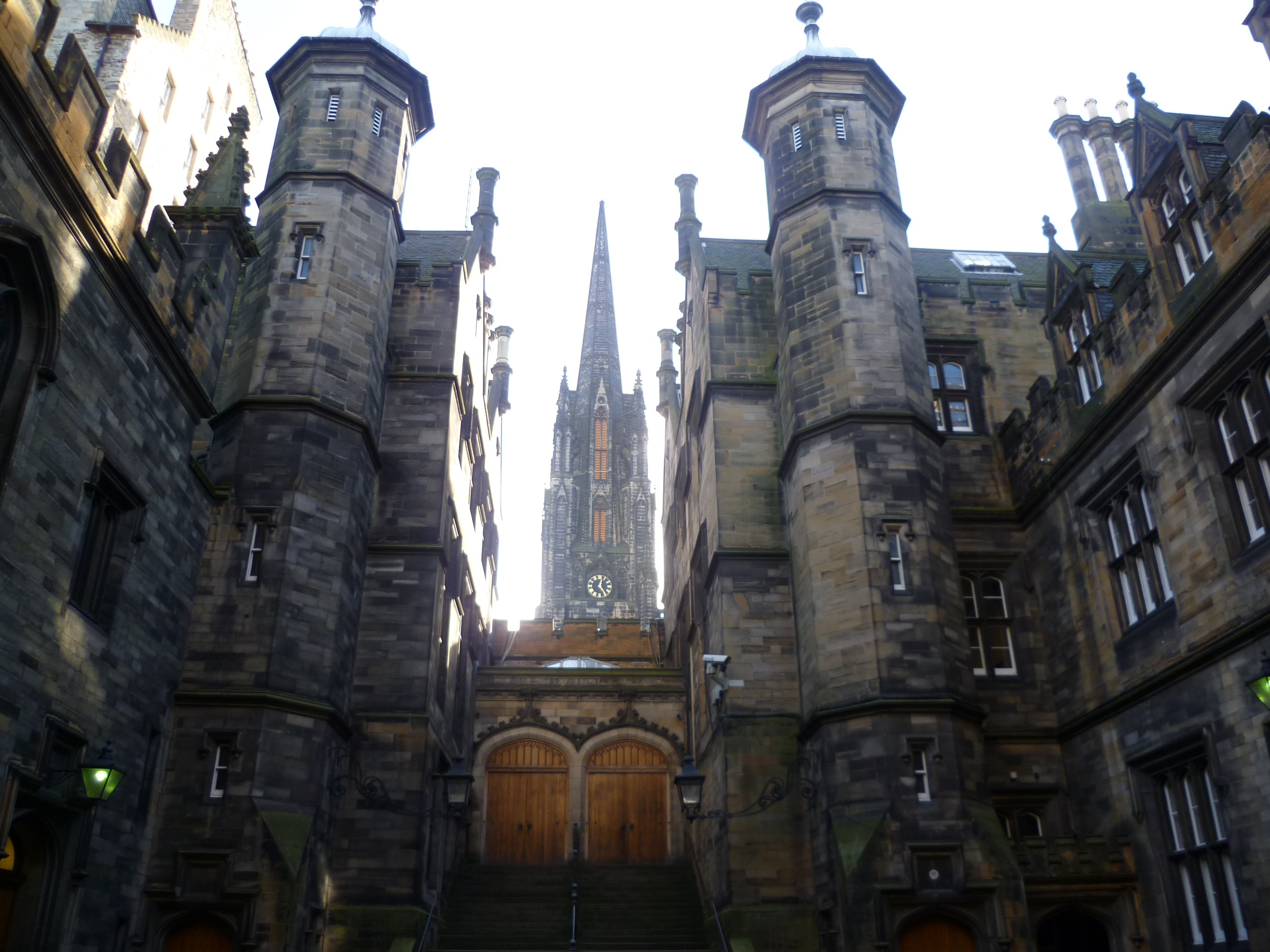
Ingresso alla Assembly Hall dal New College. La guglia dell'ex Victoria Hall è visibile sullo sfondo.

L'Assemblea generale della Chiesa di Scozia è la corte sovrana e più alta della Chiesa di Scozia, ed è quindi l'organo di governo della Chiesa. Si riunisce generalmente ogni anno ed è presieduto da un moderatore eletto all'inizio dell'Assemblea.

## Tribunali della chiesa
Come chiesa presbiteriana, la Chiesa di Scozia è governata da tribunali di anziani piuttosto che da vescovi. Alla base della gerarchia dei tribunali c'è la Sessione della Chiesa e la corte della parrocchia; i rappresentanti delle sessioni della Chiesa formano il presbiterio e il tribunale locale. Precedentemente c'erano anche sinodi a livello regionale, con autorità su un gruppo di presbiteri, ma questi sono stati aboliti. A livello nazionale, l'Assemblea generale è posta in cima a questa struttura.

## Incontri
Le riunioni dell'Assemblea generale si tengono generalmente nella Assembly Hall su un tumulo a Edimburgo. Questo fu originariamente costruito per la Chiesa libera nel XIX secolo. Prima di questo, dal 1845 al 1929, l'Assemblea generale si riuniva nella Victoria Hall (Highland Tolbooth Kirk) nella parte superiore del Royal Mile, una sala riunioni e una chiesa appositamente costruite la cui guglia di 72 metri sovrasta l'attuale Assembly Hall. Quando la Chiesa di Scozia si unì alla Chiesa libera unita di Scozia nel 1929, i locali dei tumuli furono scelti come sala dell'assemblea per la Chiesa riunita di Scozia. Oggi l'ex edificio della Victoria Hall è usato come complesso laico (The Hub).
L'Assemblea generale della Chiesa di Scozia si riunisce di solito per una settimana per decretare le intense deliberazioni che hanno luogo una volta all'anno a maggio. Ministri, anziani e diaconi possono essere "commissari" dell'Assemblea generale. In genere un ministro parrocchiale partecipava all'Assemblea una volta ogni quattro anni, accompagnato da un anziano di quella congregazione. L'Assemblea ha anche dei rappresentanti dei giovani e alcuni funzionari. Prima di ogni Assemblea, un ministro o un anziano viene nominato come moderatore per quell'anno. All'inizio dell'Assemblea il Moderatore viene debitamente eletto, sebbene l'elezione sia considerata una formalità.
Il moderatore presiede l'Assemblea. Accanto a lui/lei, sono seduti gli impiegati dell'Assemblea e gli altri funzionari. Dietro al Moderatore si trova la galleria del trono (utilizzata dal sovrano o dal sommo commissario), che può essere raggiunta solo attraverso una scala separata non direttamente dalla sala riunioni; questo simboleggia l'indipendenza della chiesa dalla Corona in materia spirituale, riconoscendo allo stesso tempo lo status del monarca (sia costituzionalmente che teologicamente).
L'Assemblea generale può incontrarsi anche altrove. A Glasgow si è tenuto un incontro dell'Assemblea per contrassegnare lo status di città europea della cultura. Quando il Parlamento scozzese è stato istituito nel 1999, la Assembly Hall è stata utilizzata dal Parlamento fino a quando il nuovo edificio a Holyrood non è stato completato nel 2004. Durante questi anni, l'Assemblea si è riunita nel Centro conferenze internazionale di Edimburgo (1999) e nella Usher Hall (2001); negli anni a venire il Parlamento si è temporaneamente trasferito per consentire all'Assemblea di utilizzare il proprio "edificio".
L'Assemblea generale ha degli ordini permanenti. Un esempio particolare è l'ordinanza permanente 54, che richiede che qualsiasi proposta che richieda spese aggiuntive sia stata prima esaminata dal comitato di amministrazione e finanze dell'Assemblea.

## Funzioni
L'Assemblea generale ha tre funzioni di base: legislativa, deliberativa e giudiziaria. L'attuale amministrazione è delegata ai consigli di amministrazione e alle commissioni, che devono riferire annualmente all'Assemblea.
L'Assemblea stabilisce la "Law of Church" (Legge della Chiesa). Pertanto, ogni Assemblea può modificare la Legge delle Assemblee precedenti. Ciò è moderato e controllato mediante la "Barrier Act" (Legge sulla barriera) che obbliga l'Assemblea generale a tenere conto delle opinioni di tutti i Presbiteri se la proposta è di vasta portata, e quindi riferita ai Presbiteri e successivamente alla successiva Assemblea generale.

## Membri
Ogni presbiterio deve nominare i commissari ogni anno e questi vengono scelti in rotazione dai ministri e dagli anziani nei confini (area) del presbiterio. Gli anziani incaricati non devono necessariamente essere membri del presbiterio. Inoltre ogni presbiterio può nominare "rappresentanti dei giovani" che sono giovani nelle congregazioni del presbiterio. I rappresentanti dei giovani sono nominati dall'"Assemblea dei giovani". I rappresentanti dei giovani hanno lo status di membri corrispondenti dell'Assemblea.
Gli anziani che in passato sono stati moderatori dell'assemblea generale sono generalmente incaricati dai loro presbiteri, oltre al normale numero di commissari. Hanno, a causa della loro esperienza nella Chiesa, una forte influenza sulle deliberazioni dell'Assemblea, che alcuni commissari e una serie di membri della Chiesa trovano controverse.
L'assemblea generale nomina i "membri corrispondenti" che possono parlare e avanzare proposte ma non possono votare. A parte i rappresentanti dei giovani, questi commissari sono ospiti di un vasto numero di chiese partner in tutto il mondo e qualsiasi membro della missione della Chiesa scozzese potrebbe risiedere in Scozia durante l'Assemblea.

### Legislazione
L'Assemblea generale può e approva la legislazione che disciplina gli affari della Chiesa. L'Assemblea discute su questioni che riguardano la chiesa e la società; l'Assemblea generale è invitata a "ricevere" relazioni dai suoi comitati e consigli. In allegato a ciascun rapporto viene proposta la "deliberazione", che l'Assemblea è invitata ad approvare, respingere o modificare.

### Funzioni giudiziarie
In quanto organo giudiziario, l'Assemblea di solito delega la maggior parte dei suoi poteri alla "Commissione dell'Assemblea" o ai tribunali speciali. L'Assemblea generale funge da tribunale e in materia spirituale non può essere appellata ad alcun tribunale superiore. Ciò è stabilito nel Acts Declaratory e nel Church of Scotland Act 1921.